# Villargámar
Villargámar, también denominado Granja Villargámar o Camino de Villargámar, es un núcleo rural situado al oeste de la ciudad de Burgos, comunidad autónoma de Castilla y León, España.

## Contexto geográfico
Cercano al Hospital del Rey y perteneciente al término municipal de dicha ciudad. A pesar del crecimiento urbano de los últimos años, Villargámar sigue siendo un núcleo de carácter rústico escasamente poblado.

## Prehistoria
Los primeros rastros de la presencia humana corresponden al Paleolítico inferior (hace 700.000-500.000 años) y corresponden a yacimientos al aire libre en los que se encontraron artefactos, útiles de sílex y cuarcitas, cerámicas, huesos, objetos metálicos, etc. Tal y como estudiaron los historiadores José Luis Uribarri Angulo y Jesús Martínez González, estos restos encontrados son de toscos cantos trabajados o bifaces que permanecieron sin apenas variación hasta la llegada del Homo Erectus que aportó la primera diversificación con la tecnología achelense.
De gran importancia arqueológica son los yacimientos de la Edad del Bronce llamados "hoyos de ceniza". Se trata de un conjunto de yacimientos repartidos a lo largo de la cuenca del río Arlanzón cuya principal característica es la de estar formada por hoyos de diversos tipos y tamaños, rellenos con cenizas; material fragmentado de cerámica, fauna y en algunos casos artefactos de hueso, sílex y metal con una cronología situada en torno a los 1100-900 a. C. El encontrado en Villárgamar es de forma semiesférica y "en cazuela". 
Son varias las hipótesis que se han planteado sobre la funcionalidad de estos hoyos: basureros, silos (almacenes, depósitos), enterramientos, fondos de cabaña, etc. Lo que sí parece claro es que se trata de un mismo fenómeno- el hoyo- utilizado para funcionalidades diferentes. En el caso de los resultados que se han obtenido en las excavaciones realizadas sobre Villargámar queda descartada prácticamente la posibilidad del enterramiento o la del fondo de cabaña como sucede en Álava o la cuenca del Manzanares respectivamente.

## Época Histórica
En la Edad Media, a finales del siglo XIII Villargámar quedó integrado en el señorío del Hospital del Rey después de una serie de donaciones realizadas por su fundador Alfonso VIII.
En esta época comienza también la intensa relación de Villárgamar con el Camino de Santiago, dada la cercanía del Hospital del Rey y la atracción que este hospital ejercía sobre los peregrinos.
A partir del siglo XIV comienza la despoblación de Villargámar por causas no bien conocidas. Una de las que más se han barajado es la Peste Negra que asoló el reino durante 1348. De sólo cuatro años más tarde data el recuento de Becerro de Beheterías, donde se nos habla de la despoblación de Villargámar.
- Datos: Q6162900